# Адолф I (Люксембург)
Адолф I Вилхелм Карл Август Фридрих фон Насау-Вайлбург (на немски: Adolph Wilhelm Carl August Friedrich von Nassau-Weilburg; * 24 юли 1817, дворец Бибрих, Висбаден; † 17 ноември 1905, дворец Хоенбург, Бавария) от династията Насау-Вайлбург, е от 1839 до 1866 г. херцог на Насау и от 1890 до смъртта си като Адолф велик херцог на Люксембург.

## Биография
Той е син на херцог Вилхелм I фон Насау (1792 – 1839) и съпругата му принцеса Луиза (1794 – 1825), дъщеря на херцог Фридрих фон Саксония-Хилдбургхаузен и херцогиня Шарлота Георгина Луиза фон Мекленбург-Щрелиц.
Адолф наследява баща си на 20 август 1839 г., на 22-годишна възраст, като херцог на херцогството Насау. От 12 юли 1855 г. той е генерал на кавалерията в пруската войска.
На 31 януари 1844 г. херцог Адолф се жени за руската велика княгиня Елизавета Михайловна Романова (* 1826; † 28 януари 1845), дъщеря на велик княз Михаил Павлович от Русия и принцеса София Доротея Вюртембергска. Тя умира след една година на 19 години при раждане заедно с дъщеря си. На 23 април 1851 г. херцог Адолф се жени за принцеса Аделхайд Мария фон Анхалт-Десау (* 25 декември 1833; † 24 ноември 1916), най-възрастната дъщеря на принц Фридрих Август фон Анхалт-Десау и ландграфиня Мария Луиза Шарлота фон Хесен-Касел,
Адолф е племенник на Вилхелм III Нидерландски (1817 – 1890), който няма мъжки наследник, и го наследява като велик херцог на Люксембург.
Адолф умира през 1905 г., на 88 години, като най-старият управляващ монарх в Европа. Погребан е в княжеската гробница в дворцовата църква във Вайлбург.

## Деца
От брака му с Елизавета Михайловна Романова има:
- дъщеря (*/† 28 януари 1845)

От брака му с втората си съпруга принцеса Аделхайд Мария фон Анхалт-Десау има пет деца:
- Вилхелм IV Александър (1852 – 1912), велик херцог на Люксембург

∞ инфанта Мария Анна от Португалия (1861 – 1942)
- Фридрих (1854 – 1855)
- Мария (1857 – 1857)
- Франц Йозеф Вилхелм (1859 – 1875)
- Хилда (1864 – 1952)

∞ велик херцог Фридрих II фон Баден (1857 – 1928)

## Галерия
- Велика княгиня Елизавета Романова
- Принцеса Аделхайд Мария фон Анхалт-Десау
- Херцог Адолф фон Насау, 1835
- Адолф I фон Люксембург, херцог на Насау
- Велик херцог Адолф I фон Люксембург